# ニュース・オールナイト
ニュース・オールナイトは、1980年代にラジオたんぱ（現:ラジオNIKKEI）第1放送で放送されていた、深夜から早朝に掛けて放送されていたニュースワイド番組。

## 概説
1980年4月1日未明（3月31日深夜）放送開始。当時、深夜帯にテレビ・ラジオの定時ニュースは皆無に近く、最新情報の取得は困難だったが、開局時より深夜英語ニュース（ジャパンタイムス提供、ケン田島）など専門性の高い報道番組に実績のあった同局は、平日（カレンダー上は火曜〜土曜）0時30分 - 5時30分の5時間に渡るニュースワイドを発足させた。
0時30分 - 1時30分を初回とする1時間フォーマットで、5時30分の終了まで撮って出し（完パケ）を4回リピートしつつ、臨時ニュースがあれば随時挿入、差し替える形式であった。ニュースの内容は一般、経済（QUICK提供）、海外、文化、スポーツ（デイリースポーツ提供）、天気予報の順で、スポーツニュース以外は概ね日本経済新聞の当日付朝刊早版の抜粋だった。
制作経費削減のため、キャスターは一般公募で選ばれた女性ペアが日替わりで担当したが、概ね経験が浅くミスも少なくなかった。
当番組終了後も、同局では『ニュースTODAY ミッドナイトエクスプレス』（2時30分まで）→『経済ミッドナイトエクスプレス』（1時30分まで、リピート無し）と、徐々に短縮しつつも深夜ニュースワイドを継続して放送していたが、バブル崩壊に伴い1990年代初頭に姿を消した。

## ニュースは眠らない
番組のコンセプトとして「ニュースは眠らない」というものがあった。そもそも、この番組を企画するにあたり、1970年代後半からの中東情勢などの国際情勢の変化が挙げられ、また日本が真夜中の時間帯には、欧米は日中であり、マーケットや世相が現在進行形で動いていることが挙げられる。
しかし、当時はテレビもラジオも深夜のニュースは緊急を要する場合を除き原則として放送せず、NHKのラジオ、そして多くのテレビ局は深夜から早朝の時間帯は放送機器点検で放送休止になっていたため、最新の国際情勢を知るには、夜明け後（朝一番）のニュースを待たなければならなかった。よって緊急を要するとき以外は、それほど大きなニュースがない限りは、前日のニュースのまとめをする程度にしか過ぎなかった。
そこでこの番組を企画するにあたり、アメリカ合衆国のラジオのニュース番組事情を研究。すでに1980年代では定番となっていたアメリカの報道番組専門ラジオ局の体裁を参考として、速報の重要性を説いた。
こうした点を踏まえ、日本で初となる深夜の連続報道番組として、「ニュース・オールナイト」は1980年4月にその産声を上げ、上述の基本1時間フォーマットの撮って出し（完パケ）での放送を、毎時30分を基点として、初回放送を含め5回繰り返しで行い、新聞でも重要なニュースなどが発生した場合、「1版」「2版」などのような重版の際、紙面を再構成して最新情報を伝えるのと同じ要領で、新しいニュースが入れば、その都度生放送で最新の情報に差し替えるというスタイルを取った。実に「1時間に伝えるニュースは60本」とまで言われ、様々な分野のニュースを積極的に網羅するという情報量の多さも魅力だったという。
この速報性重視の番組構成の観点から、番組開始当初は、日本経済新聞東京本社電波報道部内にスタジオを設け、そこからニュースを伝えていた（後期は赤坂のスタジオでの放送となった）。またキャスターも80年代の男女雇用機会均等法を見据え、女子ペアだけで進行するという、女性キャスター時代の牽引となった革新的試みを施した。キャスターはアナウンサー経験のないメンバーが多く、大学生やOL、主婦など様々な職業を持ったメンバーがそろった。
また、いわゆる春闘による大手私鉄の労使交渉によるストライキが行われることが予定されていた時は、ほぼ終夜生放送でストライキ関係の情報を放送し、刻々と変わる情勢に俊敏に対応して放送を行った。
この試みは、雑誌にも取り上げられたほか、朝刊の配達が遅い離島や山間部などでは、その朝刊が来るまでの情報源として活用されるなど大きく注目される反面、当時深夜の定時ニュースがなかったテレビ局は「夜中にニュースをやられるのは、同じ報道機関として脅威である」とする警戒感もあったが、その後在京の大手キー局がニュース専門チャンネルを自局でケーブルテレビ向けに提供したり、あるいはテレビ朝日とCNNの包括提携など、それまで報道空白地とされた深夜の報道番組枠の開拓の礎にもなったとされており、それと引き換えにその役割を終えたとして、ラジオたんぱにおける深夜の終夜報道番組もその歴史に幕を下ろしたのである。

## 番組テーマ曲
オープニング『ライディーン』、エンディング『コズミック・サーフィン』（共にイエロー・マジック・オーケストラ）